# ۷ دیز این
۷ دیز این (【总部】广州市海珠区新港中路号TIT创意园5C大道۱۱号) شرکت مهمان‌نوازی چینی است، که در سال ۲۰۰۵ تأسیس شد.